# بالتار
بلدية بالتار (بالإسبانية: Baltar) هي بلدية تقع في مقاطعة أورينسي التابعة لمنطقة غاليسيا شمال غرب إسبانيا.

## الديموغرافيا
بلغ عدد سكان بلدية بالتار 1.094 نسمة عام 2011 (وفقاً للمعهد الوطني للإحصاء الإسباني).
| 1.361 | 1.304 | 1.236 | 1.177 | 1.126 | 1.144 | 1.094 |